# Amparo Soler Leal
Amparo Soler Leal (ur. 23 sierpnia 1933 w Madrycie, zm. 25 października 2013 w Barcelonie) – hiszpańska aktorka filmowa, telewizyjna i teatralna.

## Filmografia
Seriale TV
- 1988: El Olivar de Atocha
- 1999: Condenadas a entenderse
- 2002: Un Paso adelante

Filmy
- 1962: La Gran familia
- 1968: Un Diablo bajo la almohada
- 1972: Dyskretny urok burżuazji
- 1982: Tac-tac
- 1984: Czym sobie na to wszystko zasłużyłam?
- 2003: Janis et John
- 2009: Wendy placa 20957